# União das Freguesias de Cabreiros e Passos (São Julião)
Die União das Freguesias de Cabreiros e Passos (São Julião) ist eine portugiesische Gemeinde (Freguesia) im Kreis (Concelho) Braga, Distrikt Braga, im Nordwesten Portugals.

## Geschichte
Die Gemeinde entstand im Zuge der Gebietsreform vom 29. September 2013 durch die Zusammenlegung der ehemaligen Gemeinden Cabreiros und São Julião dos Passos.
Cabreiros wurde Sitz der neuen Verwaltung.

## Demographie

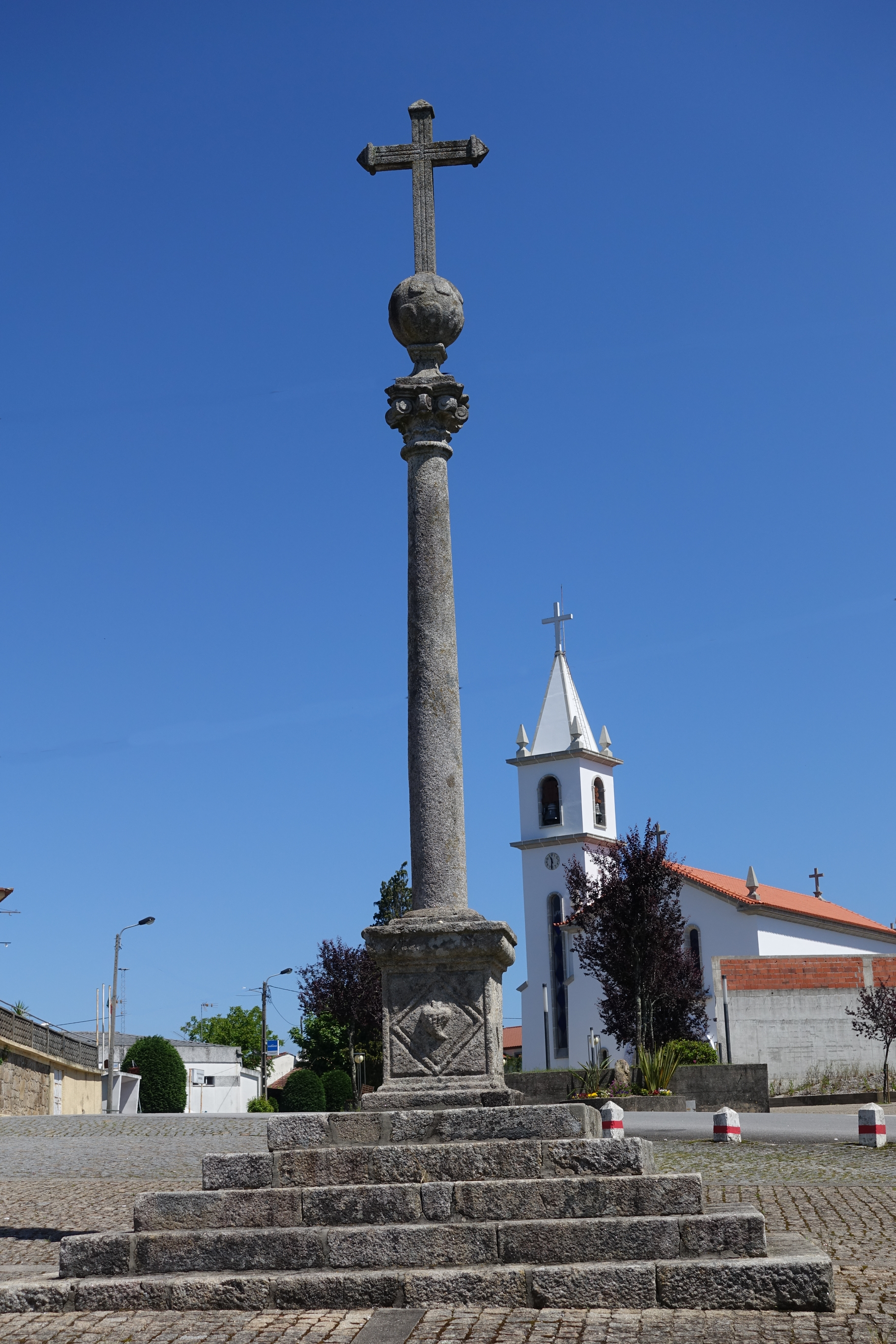
Pfarrkirche von Cabreiros

| Freguesia | Freguesia                       | Freguesia | Freguesia       | ehemalige Freguesias  | ehemalige Freguesias | ehemalige Freguesias | ehemalige Freguesias |
| --------- | ------------------------------- | --------- | --------------- | --------------------- | -------------------- | -------------------- | -------------------- |
| Wappen    | Freguesia                       | Einwohner | Fläche in (km²) | Wappen                | Freguesia            | Einwohner            | Fläche in (km²)      |
|           | Cabreiros e Passos (São Julião) | 2082      | 4,79            |                       | Cabreiros            | 1556                 | 2,8                  |
|           | Cabreiros e Passos (São Julião) | 2082      | 4,79            | São Julião dos Passos | 649                  | 2                    |                      |